# Anisophyllea fallax
Anisophyllea fallax är en tvåhjärtbladig växtart som beskrevs av S. Elliot. Anisophyllea fallax ingår i släktet Anisophyllea och familjen Anisophylleaceae. Inga underarter finns listade i Catalogue of Life.